# ATR 72
ATR 72 – pasażerski samolot turbośmigłowy, produkowany przez włosko-francuskie przedsiębiorstwo lotnicze ATR (wł. Aerei da Trasporto Regionale, fr. Avions de Transport Régional), używany na regionalnych trasach przez linie lotnicze m.in. Azul Linhas Aéreas, Binter Canarias, Israir Airlines, Olympic Air, TAROM.

## Historia
ATR 72 to metalowy, pasażerski górnopłat z dwoma turbośmigłowymi silnikami i niskopoziomowym podwoziem. Samolot powstał jako rozwinięcie wcześniej produkowanego mniejszego ATR 42. W nowej konstrukcji wydłużono kadłub o 4,5 m, dodając sekcję o długości 2,19 m z przodu i 2,31 m z tyłu kadłuba. Dwie wersje – ATR 72-200 i ATR 72-500 różnią się zespołami napędowymi oraz wyposażeniem elektryczno-awionicznym. Liczba foteli na pokładzie zależna jest od konfiguracji samolotu. Kabina pasażerska mogła pomieścić maksymalnie 74 pasażerów, przy odstępie między fotelami 76 cm. W konstrukcji samolotu na szeroką skalę wykorzystano kompozyty. Wykonano z nich większą część pokrycia i elementów mechanizacji skrzydła oraz kesony skrzydła.
Budowę prototypu rozpoczęto w 1987 roku. Oblatany został 27 października 1988 roku (znaki FF-WWEY). Samolot spotkał się z dużym zainteresowaniem i do czasu uzyskania certyfikatu typu 25 września 1989 roku 21 linii lotniczych zamówiło już 85 samolotów z opcjami na dalsze. Pierwszy seryjny samolot został 30 października 1989 roku dostarczony fińskim liniom Karair, działającym na rzecz Finnair. Polskie Linie Lotnicze „Lot” eksploatowały 8 samolotów ATR-72, również osiem było wykorzystywane przez Regionalną Linię Lotniczą EuroLOT. Pięć takich samolotów eksploatowała linia lotnicza OLT Express. 17 lipca 2018 roku, producent przekazał liniom lotniczym tysięczny egzemplarz samolotu. Jego odbiorcą został niskokosztowy, indyjski przewoźnik IndiGo Airlines.

## Wersje
W trakcie eksploatacji opracowano kilka wersji samolotu:
| Model                          | ATR 72-200                            | ATR 72-210                            | ATR 72-500                            | ATR 72-600                            |
| ------------------------------ | ------------------------------------- | ------------------------------------- | ------------------------------------- | ------------------------------------- |
| Długość                        | 27,19 m                               | 27,19 m                               | 27,19 m                               | 27,19 m                               |
| Rozpiętość skrzydeł            | 27,06 m                               | 27,06 m                               | 27,06 m                               | 27,06 m                               |
| Wysokość                       | 7,65 m                                | 7,65 m                                | 7,65 m                                | 7,65 m                                |
| Szerokość kabiny               | 2,57 m                                | 2,57 m                                | 2,57 m                                | 2,57 m                                |
| Wysokość kabiny                | 1,91 m                                | 1,91 m                                | 1,91 m                                | 1,91 m                                |
| Zasięg (66 pasażerów)          | 1400 km                               | 1250 km                               | 1330 km                               | 1528 km                               |
| Prędkość                       | 513 km/h                              | 516 km/h                              | 511 km/h                              | 510 km/h                              |
| Maks. masa startowa            | 22 000 kg                             | 22 000 kg                             | 22 500 kg                             | 23 000 kg                             |
| Masa samolotu (z paliwem)      | 12 700 kg                             |                                       | 12 850 kg                             |                                       |
| Maks. dopuszcz. ładowność      | 7 000 kg                              | 7 000 kg                              | 7 050 kg                              | 7 500 kg                              |
| Maks. ilość paliwa             | 5 000 kg                              | 5 000 kg                              | 5 000 kg                              | 5 000 kg                              |
| Maks. liczba miejsc siedzących | 72                                    | 72                                    | 74                                    | 68-70                                 |
| Napęd (2×)                     | Pratt & Whitney Canada PW124 2.400 KM | Pratt & Whitney Canada PW127 2.750 KM | Pratt & Whitney Canada PW127 2.750 KM | Pratt & Whitney Canada PW127 2.750 KM |
| Śmigła (2×)                    | Hamilton Standard 4 łopaty            | Hamilton Standard 4 łopaty            | Hamilton Standard 6 łopat             | Hamilton Standard 6 łopat             |

## Wypadki
W trakcie eksploatacji doszło do wielu incydentów, wypadków i katastrof z udziałem ATR-72, poniżej kilka wybranych:
- Katastrofa lotu TransAsia Airways 222 – 23 lipca 2014 r. samolot należący do TransAsia Airways podczas awaryjnego lądowania w Magongu na jednej z wysp archipelagu Peskadorów uległ katastrofie. Zginęło 48 osób[13].
- Katastrofa lotu TransAsia Airways 235 – 4 lutego 2015 r. samolot typu ATR 72-600 po starcie z lotniska Songshan w Tajpej stracił prędkość, zahaczył o estakadę i wpadł do rzeki Jilong.
- Katastrofa lotu TunInter 1153 – 6 sierpnia 2005 samolot typu ATR-72 wodował na Morzu Śródziemnym w pobliżu Palermo.
- Katastrofa lotu Iran Aseman Airlines 3704 – 18 lutego 2018 r.  samolot typu ATR 72-200 Rozbił się w górzystym obszarze w pobliżu miasta Semirom. Na pokładzie samolotu było 66 osób. Maszyna zniknęła z ekranów radarów 50 minut po starcie z krajowego lotniska Mehrabad w Teheranie.
- Katastrofa lotu Yeti Airlines 691 – 15 stycznia 2023 samolot linii Yeti Airlines rozbił się na zachód od miasta Pokhara w zachodnim Nepalu[14].
- Katastrofa lotu Voepass Linhas Aéreas 2283 - 9 sierpnia 2024 samolot typu ATR 72-500 linii Voepass Linhas Aéreas rozbił się w Vinhedo w Brazylii. W jej wyniku śmierć poniosły 62 osoby (58 pasażerów i 4 członków załogi), wszystkie osoby, które znajdowały się na pokładzie.

## Galeria

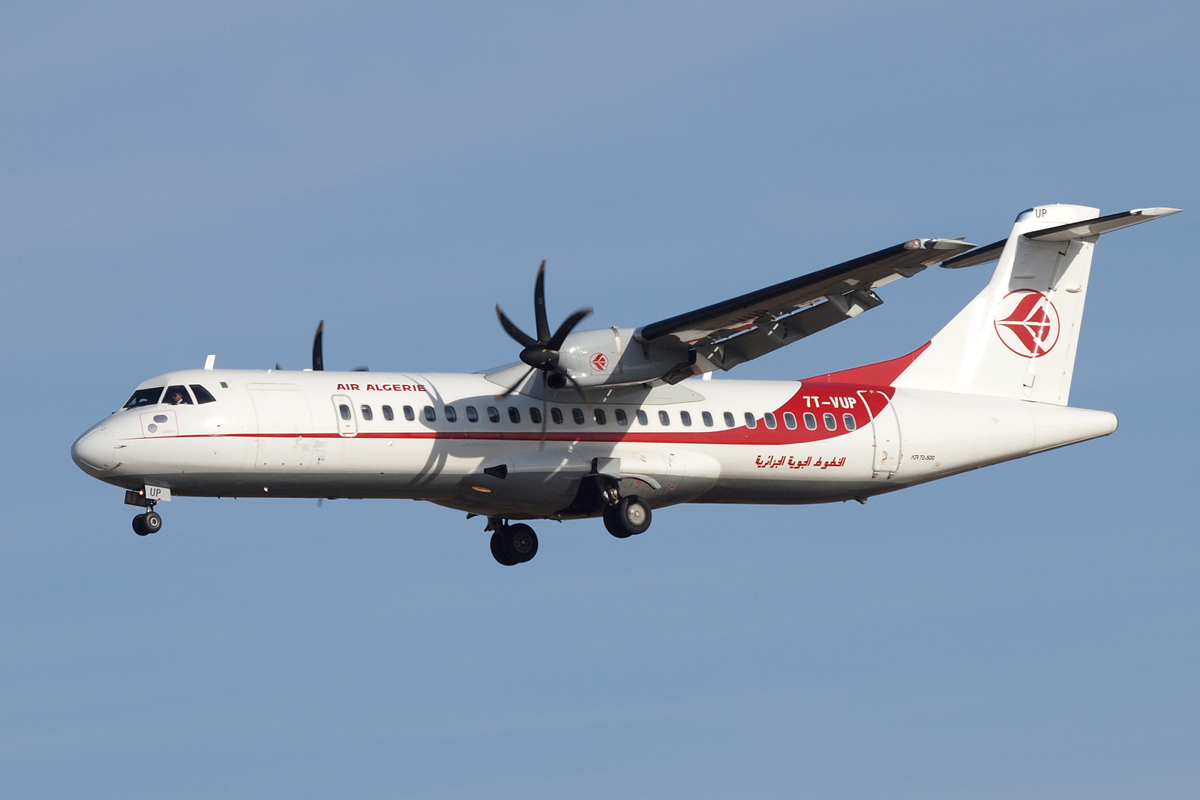
ATR 72-500 w barwach Air Algerie
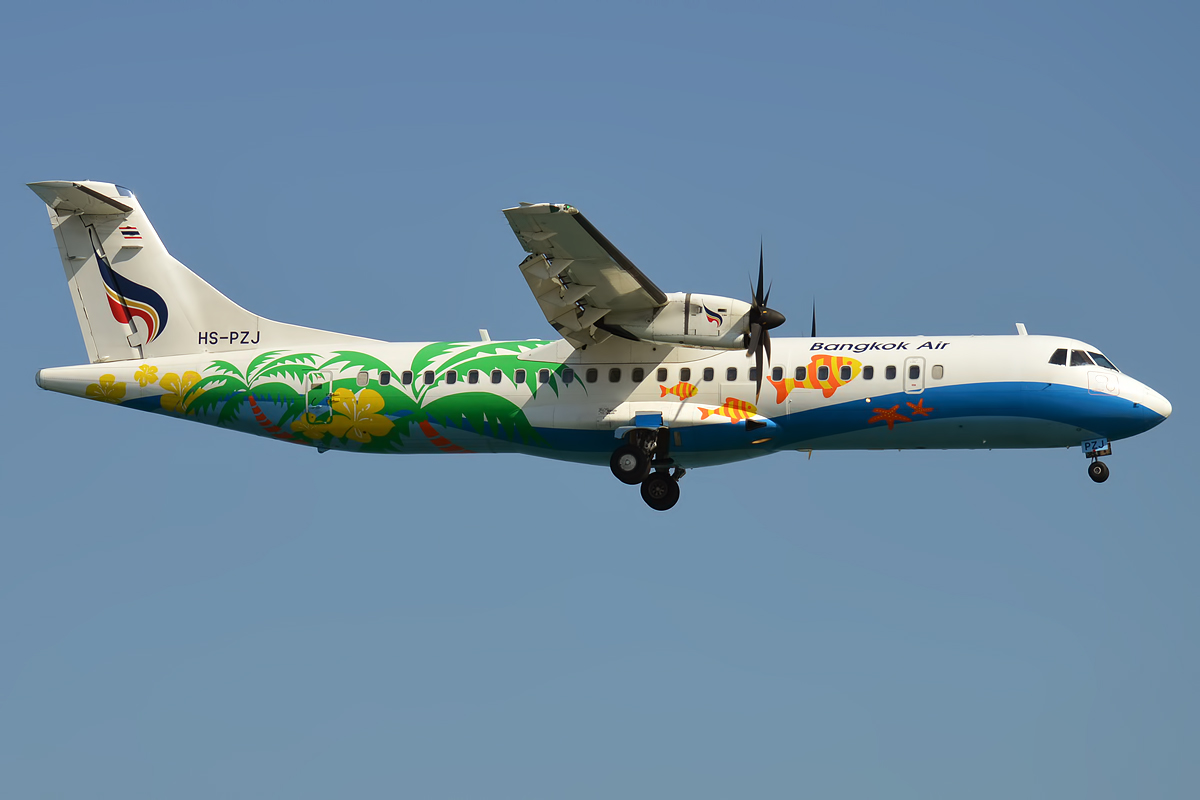
ATR 72 w specjalnym malowaniu Bangkok Airways
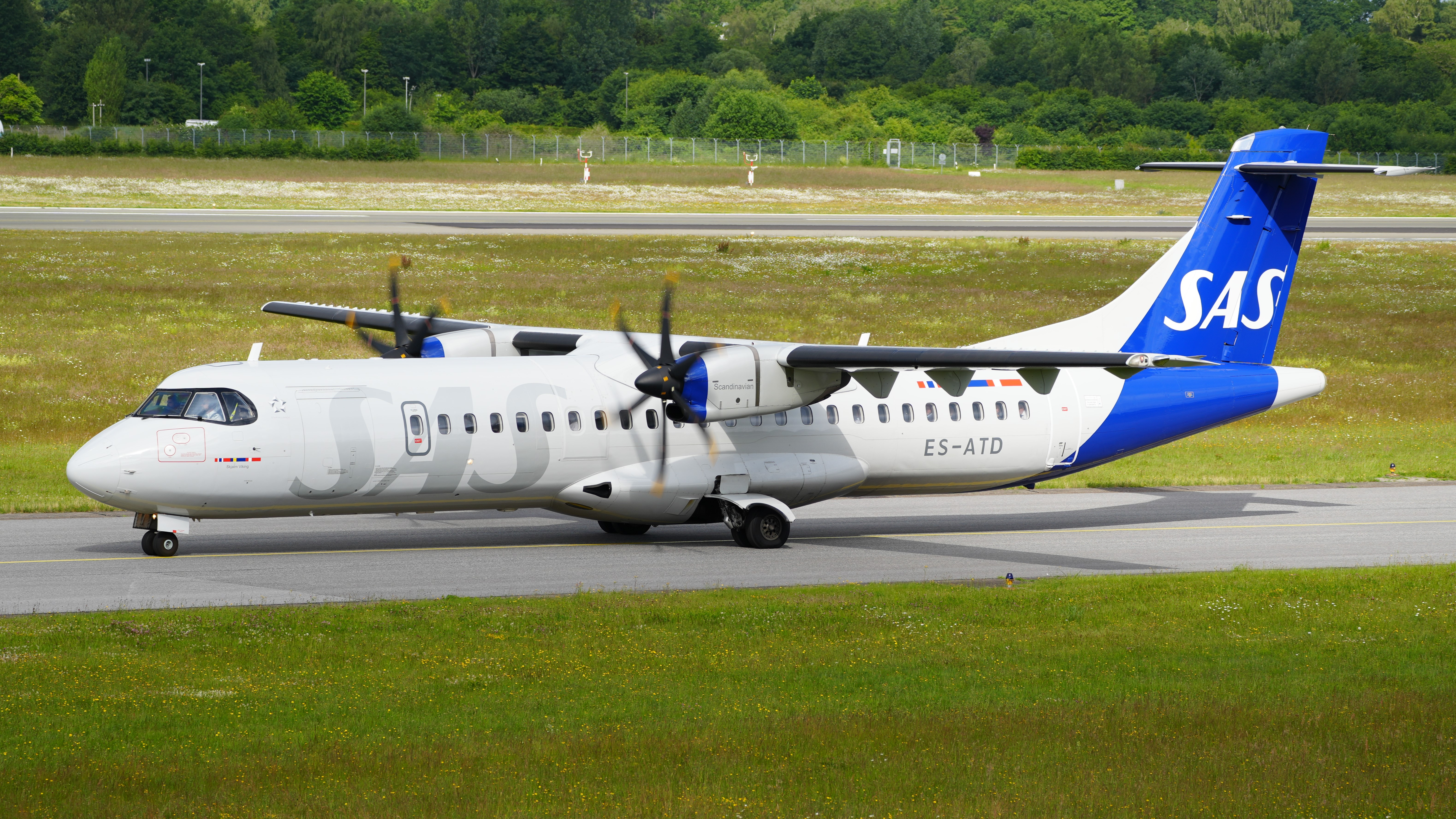
ATR 72 w barwach linii Scandinavian Airlines System w Porcie lotniczym Hamburg
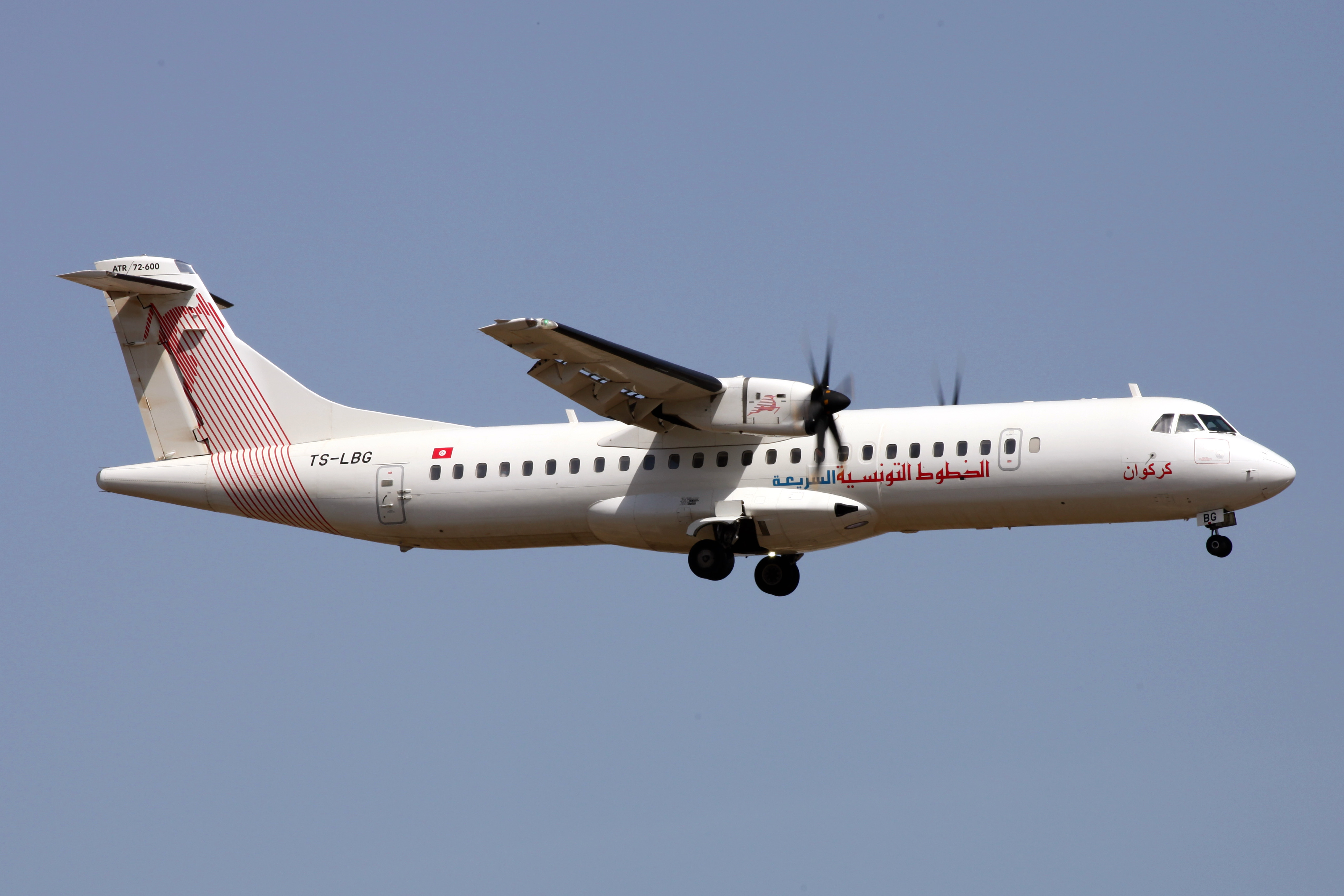
ATR 72 w barwach linii Tunisair
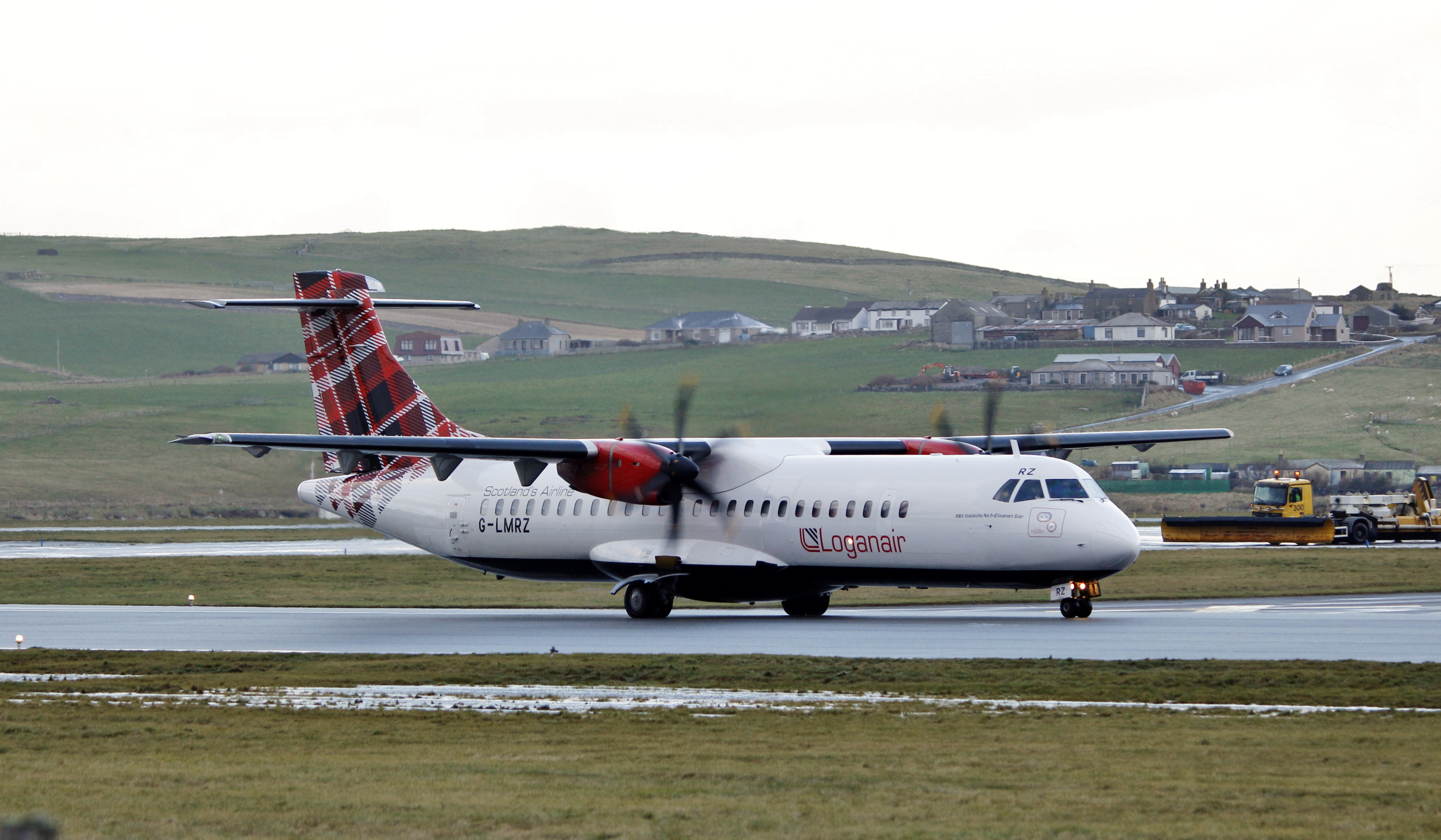
ATR 72 w barwach Loganair na Szetlandach